# Boizenburger Stadt- und Hafenbahn
| Boizenburger Stadt- und Hafenbahn (BSHb) | Boizenburger Stadt- und Hafenbahn (BSHb) |
| ---------------------------------------- | ---------------------------------------- |
|                                          |                                          |
| Streckennummer (DB):                     | 6959                                     |
| Kursbuchstrecke:                         | 106n (1934) 100s (1939) 110f (1944)      |
| Streckenlänge:                           | 3,06 km                                  |
| Spurweite:                               | 1435 mm (Normalspur)                     |
|                                          |                                          |

Die Boizenburger Stadt- und Hafenbahn (BSHb) betrieb eine Nebenbahn in der Stadt Boizenburg im Südwesten des heutigen Mecklenburg-Vorpommern.

## Geschichte

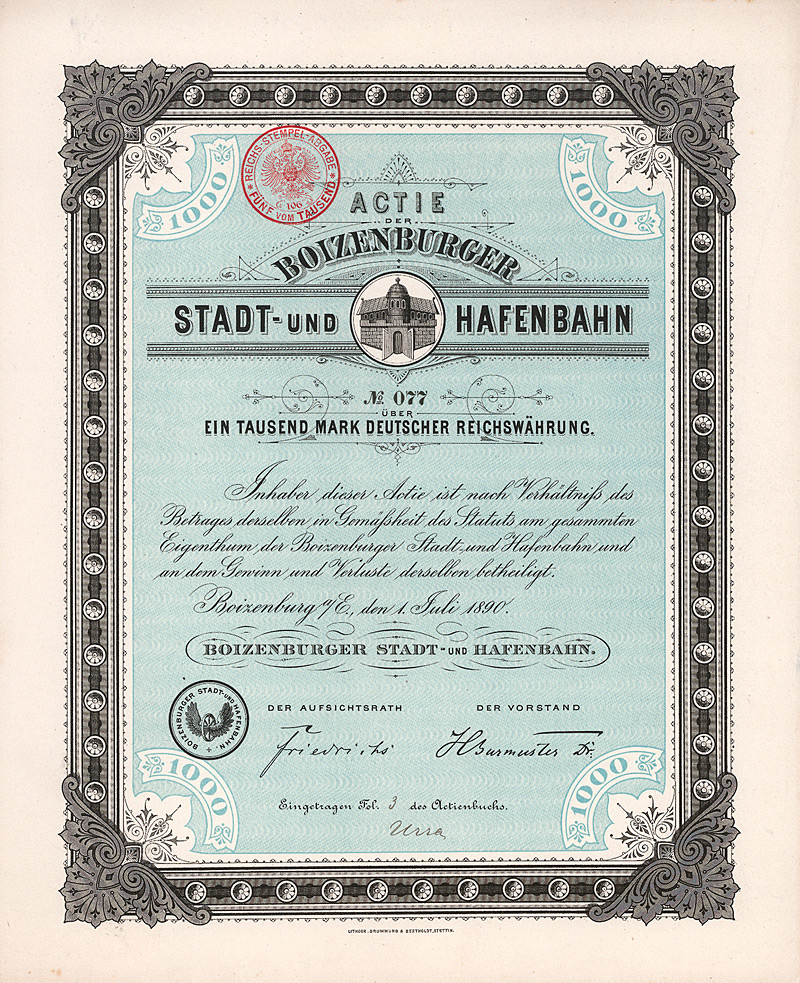
Aktie über 1000 Mark der Boizenburger Stadt- und Hafenbahn vom 1. Juli 1890

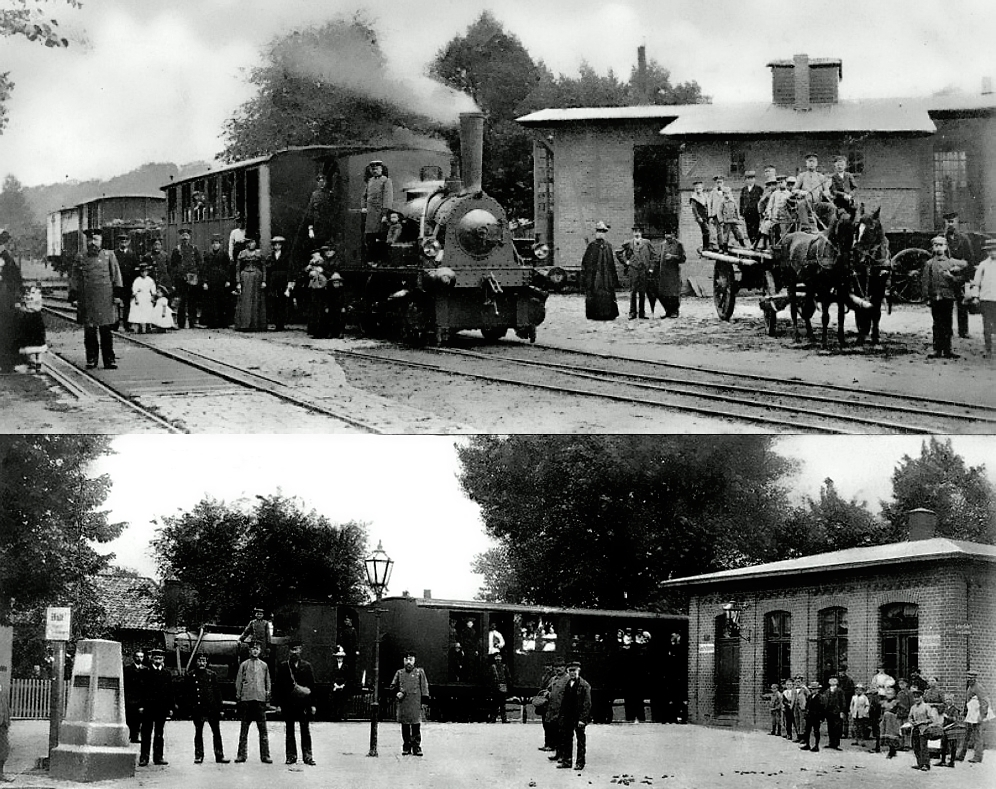
Stadtbahn in Höhe des Lokschuppens/alter Stadtbahnhof um 1900.

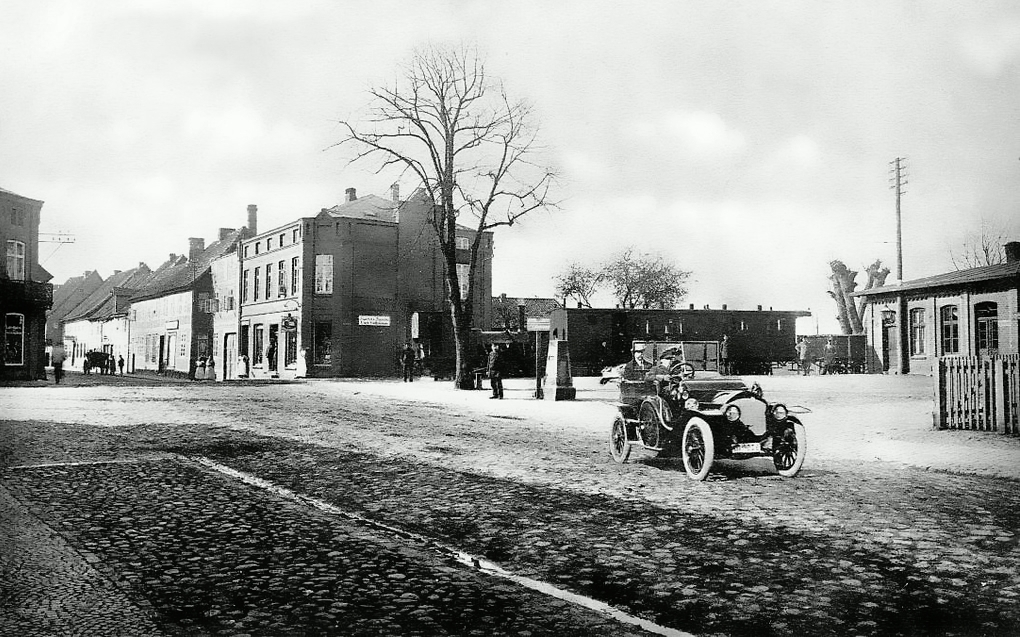
Am Stadtbahnhof um 1910

Die Errichtung einer Eisenbahn vom Boizenburger Bahnhof an der Bahnstrecke Hamburg–Berlin zum Hafen Boizenburg wurde bereits 1847 erörtert. In den folgenden Jahrzehnten ließ sich der Bau der Strecke jedoch nicht realisieren.
Am 14. Juni 1889 wurde die „Boizenburger Stadt- und Hafenbahn“ in Anwesenheit des Boizenburger Bürgermeisters Burmeister und weiterer Persönlichkeiten der Stadt im Boizenburger Rathaus gegründet. Die jetzt notwendige Konzession wurde von der Regierung des Großherzogtums Mecklenburg-Schwerin am 13. November 1889 erteilt. Sie umfasste den Bau der 2,57 km langen Strecke zwischen Stadt und dem Boizenburger Bahnhof der Berlin-Hamburger Eisenbahn sowie deren Betrieb. Die Bauausführung übernahm die Stettiner Eisenbahnbau Gesellschaft Lenz & Co unter Aufsicht des Baumeisters Becker. Für den Bau und den Betrieb der Stadt- und Hafenbahn Boizenburg war die „Bahnordnung für deutsche Eisenbahnen untergeordneter Bedeutung: vom 12. Juni 1878“ verbindlich. Die Königliche Eisenbahndirektion Altona wurde entsprechend als Aufsichtsbehörde bestimmt.
Der Betrieb auf der normalspurigen, eingleisigen Strecke wurde am 1. August für den Güterverkehr und am 1. September 1890 für den Personenverkehr eröffnet. Zwei 1883 gebaute zweiachsige Dampflokomotiven der Bauart Bn2t gehörten während dieser Jahre zum Fahrzeugbestand. Der Personen- und Güterverkehr wurde anfangs mit einem Personenwagen und einem Güterwagen gewährleistet. In diesen frühen Betriebsjahren versahen acht Beamte und Arbeiter ihren Dienst bei der Stadtbahn. Als technischer Leiter beaufsichtigte der Königl. Baumeister Harms den Betrieb der Hafen- und Stadtbahn. Maschinen-Inspektor Dieckmann hatte die Aufsicht über den Maschinen- und Fuhrpark der städtischen Bahn inne.
Im ersten Betriebsjahr beförderte die Bahn 25.000 Personen und 19.700 t an Wagenladungen. Mit den Einnahmen aus dem Betrieb konnte die Betriebsführung gewährleistet werden.
1895 wurde die Stadtbahn vom Hochwasser heimgesucht und musste daher zeitweise den Fahrbetrieb einstellen. Erst im Jahr 1925 wurden effektive Maßnahmen zum Hochwasserschutz am Stadtbahnhof ergriffen.
Das alljährliche Schützenfest war der Höhepunkt im städtischen Leben der 1910er Jahre. 1914 wurde am Stadtbahnhof eine Verladerampe errichtet, die unter anderem das Be- und Entladen der Schaustellerwagen ermöglichen sollte.
Bis 1920 war die Stadt- und Hafenbahn in Besitz der am 7. Januar 1890 gegründeten Aktiengesellschaft, an der zu 50 Prozent die Betriebsgesellschaft Lenz & Co. beteiligt war, die auch den Betrieb führte. Die weiteren Aktienanteile hielten die Stadt Boizenburg und weitere Privatpersonen. 1920 übernahm die Stadt Boizenburg die Stadt- und Hafenbahn AG zu 100 Prozent, zu einem Preis von 1000 ℛℳ je Aktie. Am 31. Juli 1925 beschloss die Generalversammlung der Stadt- und Hafenbahn AG, dass das Vermögen von der Stadt Boizenburg übernommen wird. Dies hatte die Auflösung der Aktiengesellschaft zur Folge. Die Stadt führte nunmehr die Bahn als städtischen Eigenbetrieb und setzte auch Omnibusse ein. Die Verwaltung wurde von einem Vorstand geführt, der zu gleichen Teilen aus Stadtvertretern und Einwohnerschaft bestand. Vorsitzender und Geschäftsführer war der Boizenburger Bürgermeister. 1927 wurde die Stadt- und Hafenbahn AG schließlich aus dem Handelsregister Nr. 89 gelöscht.
Um den Betrieb der Stadt- und Hafenbahn effektiver zu gestalten, wurde 1932 der Betrieb des Hafenumschlages mit dem Verkehrsbetrieb der Stadtbahn vereinigt. Nicht nur organisatorische Veränderungen vollzogen sich, so wurde ein Vollportal-Schwenkkran für die Summe von 30 000 ℛℳ angeschafft und die Kaianlage mit einer Investition von 120 000 ℛℳ ausgebaut. Zum Betrieb der Stadt- und Hafenbahn gehörten nunmehr der Hafenumschlagsbetrieb, der Kraftfahrbetrieb mit Omnibussen und LKW sowie die zugehörige Betriebswerkstatt.
1938 wurde das neue Verwaltungsgebäude der Stadt- und Hafenbahn nach einem Entwurf des Architekten Erich Bentrup erbaut, bestehend aus Empfangsgebäude und Güterschuppen. In der Zeit des Zweiten Weltkrieges steigerte sich aufgrund der Gesamtumstände das Transportvolumen der Stadt- und Hafenbahn. Dies hatte auch negative Auswirkungen auf den Gesamtzustand der technischen Anlagen der Stadtbahn, so konnten notwendige Wartungen aufgrund von Personal- und Materialmangel nicht durchgeführt werden. Der Personalmangel führte auch zu einer grundlegenden Änderung in der Personalbesetzung, so wurden erstmals Frauen im Schaffnerdienst eingesetzt. 1944 verkehrten auf der Strecke täglich zehn Zugpaare und weitere Bedarfszüge. Im selben Jahr erreichte die Stadtbahn auch die höchste Anzahl an beförderten Personen ihrer gesamten Bestehenszeit, insgesamt 668 500 Personen. Demgegenüber standen die zu transportierenden Güter für die auf Rüstungsproduktion umgestellten Boizenburger Großunternehmen, im Kriegsverlauf reduzierte sich die Menge der transportierten Güter allerdings stetig. Obwohl das Boizenburger Hafengebiet im März/April 1945 Ziel von Luftangriffen wurde, überstand der Gleiskörper und das Empfangsgebäude des Stadtbahnhofes diese nahezu unbeschadet.
Nach dem Zweiten Weltkrieg – ab 1947 – wurde die Stadtbahn der Direktion (Friedland) der Hauptverwaltung der Eisenbahnen im Land Mecklenburg-Vorpommern und ab dem 1. April 1949 der Deutschen Reichsbahn unterstellt. Der Versuch der Boizenburger Stadtverordneten-Versammlung die Verstaatlichung der Hafen- u. Stadtbahn zu verhindern erwies sich als aussichtslos. In dieser Zeit hatte die Bahn eine Belegschaftsstärke von 50 Mitarbeitern, hierbei eingerechnet die Mitarbeiter des Kaibetriebes. Die auf dem Wasserweg im Stadthafen angekommenen Tonlieferungen aus Okrilla, für das Fliesenwerk „Kurt Bürger“, wurden vom Stadthafen auf dem Schienenweg direkt ins Fliesenwerk transportiert. Das Fliesenwerk besaß hierfür seit langem eigene Gleisanschlüsse. Mit der zunehmenden Verlagerung der Transporte von den Wasserwegen auf die Schiene ging das Transportvolumen der Stadtbahn später deutlich zurück. Der Personenverkehr wurde bei erhöhtem Personenaufkommen durch eine Dampflok bzw. später durch Dieselloks und drei Personenwagen bewältigt. Bei geringerer Auslastung übernahm der Schienenbus bis 1956 die Aufgabe der Personenbeförderung. Die fahrplanmäßige Personenbeförderung wurde schließlich zum 28. Mai 1967 eingestellt, nachfolgend übernahmen vier Busse des VEB Kraftverkehrs Hagenow diese Aufgabe. Für den Güterverkehr blieb die Strecke allerdings weiterhin in Betrieb. Auch die Elbewerft Boizenburg nutzte die Strecke weiter für den Gütertransport.
1972 wurde die Strecke der Stadtbahn kurzzeitig wieder zur Personenbeförderung genutzt. Im November fand auf der Ziegenwiese die Vereidigung mehrerer Hundert Grenzsoldaten statt, daher wurde eine Diesellok der Baureihe 118 mit 15 Personenwagen eingesetzt um die Soldaten zum ehemaligen Haltepunkt Stiftsbrücke zu transportieren. Aufgrund des schlechten Zustandes der Gleisanlagen konnte sich die Diesellok mit den angehängten Personenwagen nur im Schritttempo fortbewegen. Der schlechte Zustand des Gleisnetzes machte daher umfangreiche Erneuerungsarbeiten notwendig, diese wurden schließlich 1975 ausgeführt.
Ein besonderes Ereignis war auch die 725-Jahr-Feier der Stadt Boizenburg im Juli 1980. Aus diesem Anlass und anlässlich des 90-jährigen Jubiläums der Stadtbahn wurde am 24. Juli 1980 eine Sonderfahrt veranstaltet. Hierzu stellte der VEB Fliesenwerke „Kurt Bürger“ eine der betriebseigenen Dieselloks zur Verfügung, die Deutsche Reichsbahn stellte drei Personenwagen bereit. Unter der Bevölkerung fand das Ereignis regen Zuspruch, so nahmen insgesamt 1500 Personen die Möglichkeit der Mitfahrt in Anspruch. Mit dieser Sonderfahrt endete auch das Kapitel der Personenbeförderung auf dieser Strecke.
Zum 1. Januar 1998 wurde letztlich auch der Güterverkehr bzw. der Bahnbetrieb eingestellt. Im September 2005 begann der Rückbau der gesamten Gleisanlagen und der Brücke über die „Alte Boize“. Mit dem Rückbau der Gleisanlagen endete auch die über 110 Jahre währende Geschichte der Stadt- und Hafenbahn Boizenburg.

## Strecken- und Tarifbeschreibung

### Streckenbeschreibung
| \| \| \| von Berlin \| \| \| \| 0,0 \| Boizenburg (Elbe) \| Boizenburg (Elbe) \| \| \| \| nach Hamburg \| \| \| \| \| vom Fliesenwerk Boizenburg \| \| \| \| \| „Alte“ Boize \| \| \| \| \| zum Fliesenwerk Boizenburg \| \| \| \| 2,0 \| Stiftsbrücke \| Stiftsbrücke \| \| \| \| zur Mühle Hinselmann[17] \| \| \| \| \| zum Minol-Lager Gebr. Voß[18] \| \| \| \| \| Quöbbe \| \| \| \| 2,6 \| Boizenburg (Elbe) Stadt \| Boizenburg (Elbe) Stadt \| \| \| \| zum Lokschuppen u. Fa. Lechler \| \| \| \| 2,7 \| zum Hafen[19] (VEB Binnenhafen) \| zum Hafen[19] (VEB Binnenhafen) \| \| \| \| Festplatz (nur bei Bedarf) \| \| \| \| 3,0 \| Elbewerft \| Elbewerft \| |     |                                |                                |
| Strecke |     | von Berlin                     | von Berlin                     |
| Bahnhof | 0,0 | Boizenburg (Elbe)              | Boizenburg (Elbe)              |
| Abzweig ehemals geradeaus und nach rechts |     | nach Hamburg                   | nach Hamburg                   |
| Abzweig geradeaus und nach links (Strecke außer Betrieb) |     | vom Fliesenwerk Boizenburg     | vom Fliesenwerk Boizenburg     |
| Brücke über Wasserlauf (Strecke außer Betrieb) |     | „Alte“ Boize                   | „Alte“ Boize                   |
| Abzweig geradeaus und von links (Strecke außer Betrieb) |     | zum Fliesenwerk Boizenburg     | zum Fliesenwerk Boizenburg     |
| Haltepunkt / Haltestelle (Strecke außer Betrieb) | 2,0 | Stiftsbrücke                   | Stiftsbrücke                   |
| Abzweig geradeaus und nach rechts (Strecke außer Betrieb) |     | zur Mühle Hinselmann           | zur Mühle Hinselmann           |
| Abzweig geradeaus und nach rechts (Strecke außer Betrieb) |     | zum Minol-Lager Gebr. Voß      | zum Minol-Lager Gebr. Voß      |
| Brücke über Wasserlauf (Strecke außer Betrieb) |     | Quöbbe                         | Quöbbe                         |
| Bahnhof (Strecke außer Betrieb) | 2,6 | Boizenburg (Elbe) Stadt        | Boizenburg (Elbe) Stadt        |
| Abzweig geradeaus und nach rechts (Strecke außer Betrieb) |     | zum Lokschuppen u. Fa. Lechler | zum Lokschuppen u. Fa. Lechler |
| Abzweig geradeaus und nach links (Strecke außer Betrieb) | 2,7 | zum Hafen (VEB Binnenhafen)    | zum Hafen (VEB Binnenhafen)    |
| Haltepunkt / Haltestelle (Strecke außer Betrieb) |     | Festplatz (nur bei Bedarf)     | Festplatz (nur bei Bedarf)     |
| | 3,0 | Elbewerft                      | Elbewerft                      |

Die 2,57 Kilometer lange Strecke führte vom Staatsbahnhof an der 1846 eröffneten Berlin-Hamburger Eisenbahn zum Stadtbahnhof, und für den Güterverkehr weiter zum Nordkai des Hafens an der Elbe, sie endete dann auf dem Gelände der Elbewerft. Die Strecke führte über zwei Brückenbauwerke, diese überquerten die „Alte“ Boize und die Quöbbe. Ein Teil der Strecke verlief längs der Boize. Schließlich musste – an der höchsten Stelle 1,50 m hoch – ein Bahndamm errichtet werden. Dieser reichte von den Anschlussgleisen der Fliesenwerke – die erst nach 1903 hinzukamen – bis zum Übergang Stiftstraße, hierdurch wurde das Höhengefälle in Richtung Stadt ausgeglichen.
Auf der Strecke verkehrten täglich sieben Zugpaare, welche Anschluss an die Zugverbindungen der Strecke Hamburg–Berlin hatten. Eine bevorstehende Abfahrt vom Staatsbahnhof wurde telefonisch an den Stadtbahnhof übermittelt, hierfür war am Gleis der Stadtbahn am Staatsbahnhof ein Telefonhäuschen aufgestellt. Die Fahrzeit zwischen dem Staatsbahnhof und dem Stadtbahnhof betrug 7 Minuten. Zwischenhaltestellen gab es bis Mitte der 1930er Jahre noch nicht, der Haltepunkt Stiftsbrücke kam erst nach dem Ausbau der Stiftstraße hinzu. An diesem Haltepunkt wurde ein Holzunterstand für die Fahrgäste errichtet, in dem auch die technischen Geräte für die optische Warnanlage des Überganges Stiftstraße untergebracht waren. Einen weiteren Haltepunkt – in Höhe des heutigen Fährwegs – richtete man zum alljährlichen Schützenfest in der Nähe des Festplatzes ein. Die Haltestelle Stadtpark (Festplatz) wurde nur bei Bedarf angefahren.
Im Verlauf der Jahre erhielten mehrere Unternehmen direkten Anschluss an die Strecke der Stadtbahn. So erhielt die 1903 gegründete Wandplattenfabrik zwei Anschlussgleise. Es folgten die Anschlussgleise zur Wassermühle Hinselmann, welche allerdings in der Wirtschaftskrise der 1920er Jahre wieder abgebaut wurden. 1941 wurde ein Anschlussgleis zur Firma der Gebrüder Voß (Minol) gelegt, welches bei den Erneuerungsarbeiten an der Strecke im Jahr 1975 abgebaut wurde. Vor dem Lokschuppen – hinter dem Stadtbahnhof – zweigte noch ein weiteres Anschlussgleis ab, welches wiederum zur Fa. Lechler führte. Das 1932 gelegte Anschlussgleis zur Kaianlage, führte zu einer Getreideverladeanlage und der Verladeanlage für Fliesen der Wandplattenfabrik Duensing-Bicheroux. Letzteres Gelände wurde später von der Elbewerft genutzt. Das Hauptgleis führte direkt weiter zur Elbewerft, wo sich eine kombinierte Kopf-Seiten-Rampe befand. Erwähnenswert ist auch die Rampe am Lokschuppen, von der aus die Bekohlung der Lokomotiven von Hand erledigt werden musste.
Der 1938 an das Empfangsgebäude angebaute Güterschuppen besaß einen eigenen Gleisanschluss, so konnte der Be- und Entladevorgang – an der Laderampe – ohne Beeinträchtigung des fahrplanmäßigen Personenverkehrs erfolgen.

#### Bahnübergänge
In der Klingbergsstraße – Überquerung F 5 später B 5 – befand sich ein beschrankter Bahnübergang. Die Schrankenanlage umfasste auch eine Schranke in der Straße Amtsgärten, die sich synchron zu den Schranken in der Klingbergstraße öffnete und schloss. Der Übergang über die Stiftstraße war hingegen unbeschrankt und anfangs mit optischer Warneinrichtung ausgestattet.
Ungesicherte Fußgängerübergänge befanden sich zudem in Höhe „Küsters Gärten“, an der ehemaligen Gaststätte „Lindenhof“ und am Radweg an der Brücke über die „Alte“ Boize.
Aufgrund des Rückbaus im Jahr 2005 sind diese Übergänge nur noch schematisch erkennbar.

### Streckendaten

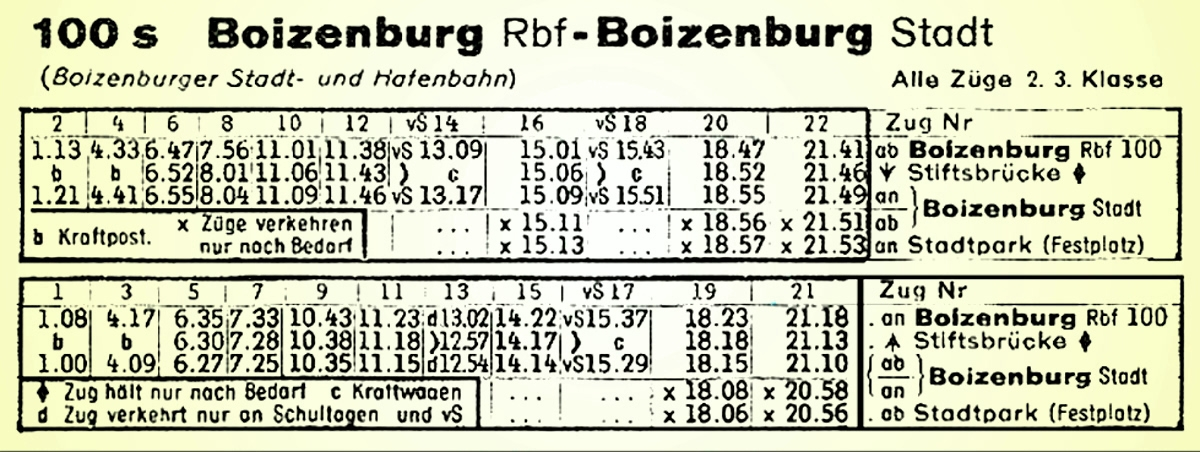
Sommerfahrplan und Haltestellen 1937

| Angaben 1890                    | Streckendaten u. Beschreibung |
| ------------------------------- | ----------------------------- |
| Spurweite                       | 1435 mm                       |
| größte Zuglänge                 | 18 Achsen                     |
| höchste Streckengeschwindigkeit | 30 km/h                       |
| größte Steigung                 | 1:1162                        |
| Baukosten pro km                | 53852 ℳ                       |

### Tarifbeschreibung
Beispielhaft die Tarife des Sommerfahrplans vom Juni 1911, mit der Bezeichnung „Tarif für die Beförderung von Personen, Reisegepäck, Leichen, Tieren und Gütern“. Eine Monatsfahrkarte kostete demnach in der II. Klasse 4,50 ℳ und in der III. Klasse 3,00 ℳ. Für Eilgut wurden 20 Pfg. pro 100 kg fällig, für Frachtgut berechnete man 10 Pfg. pro 100 kg.
Der Wagenladungstarif schlug mit 6 Pfg. pro 100 kg zu Buche, wobei die Ausnahmetarife für Rüben, Steine, Kohle und Roheisen den Preis auf 5 Pfg. pro 100 kg festlegten. Im Folgenden die Preis-Tabelle für die Personen- und Gepäckbeförderung.
| Klasse      | Tarif                  | Preise  |
| ----------- | ---------------------- | ------- |
| II. Klasse  | Erwachsene             | 30 Pfg. |
| III. Klasse | Erwachsene             | 20 Pfg. |
| II. Klasse  | Kinder                 | 20 Pfg. |
| III. Klasse | Kinder                 | 15 Pfg. |
| ----        | Militärangehörige      | 15 Pfg. |
| ----        | Hunde                  | 10 Pfg. |
| ----        | Gepäckfracht pro Stück | 10 Pfg. |

## Fahrzeugbestand

### Zugfahrzeuge und Triebwagen

#### 1890–1945

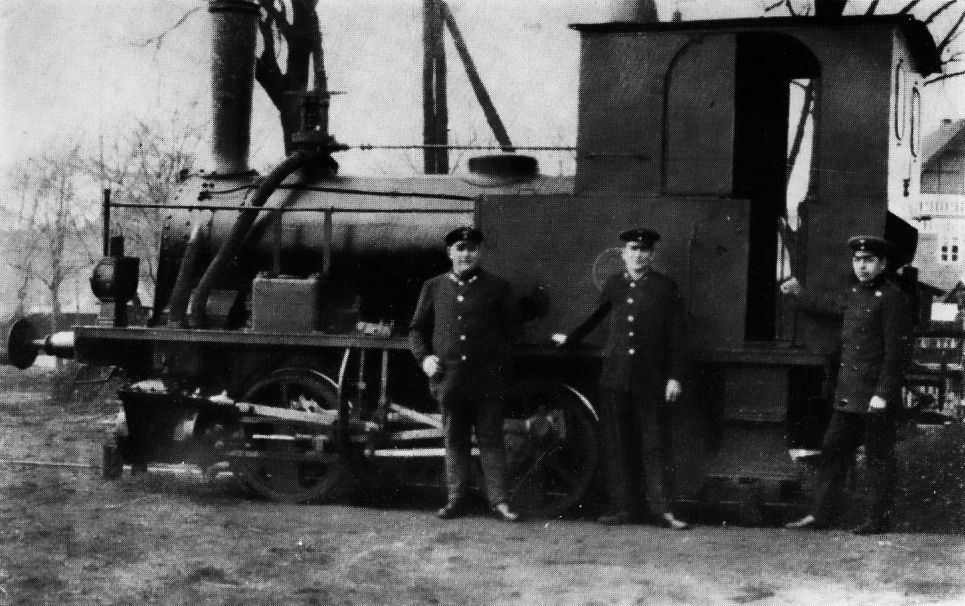
Bn2t Bj. 1883 der Stadt- u. Hafenbahn AG.

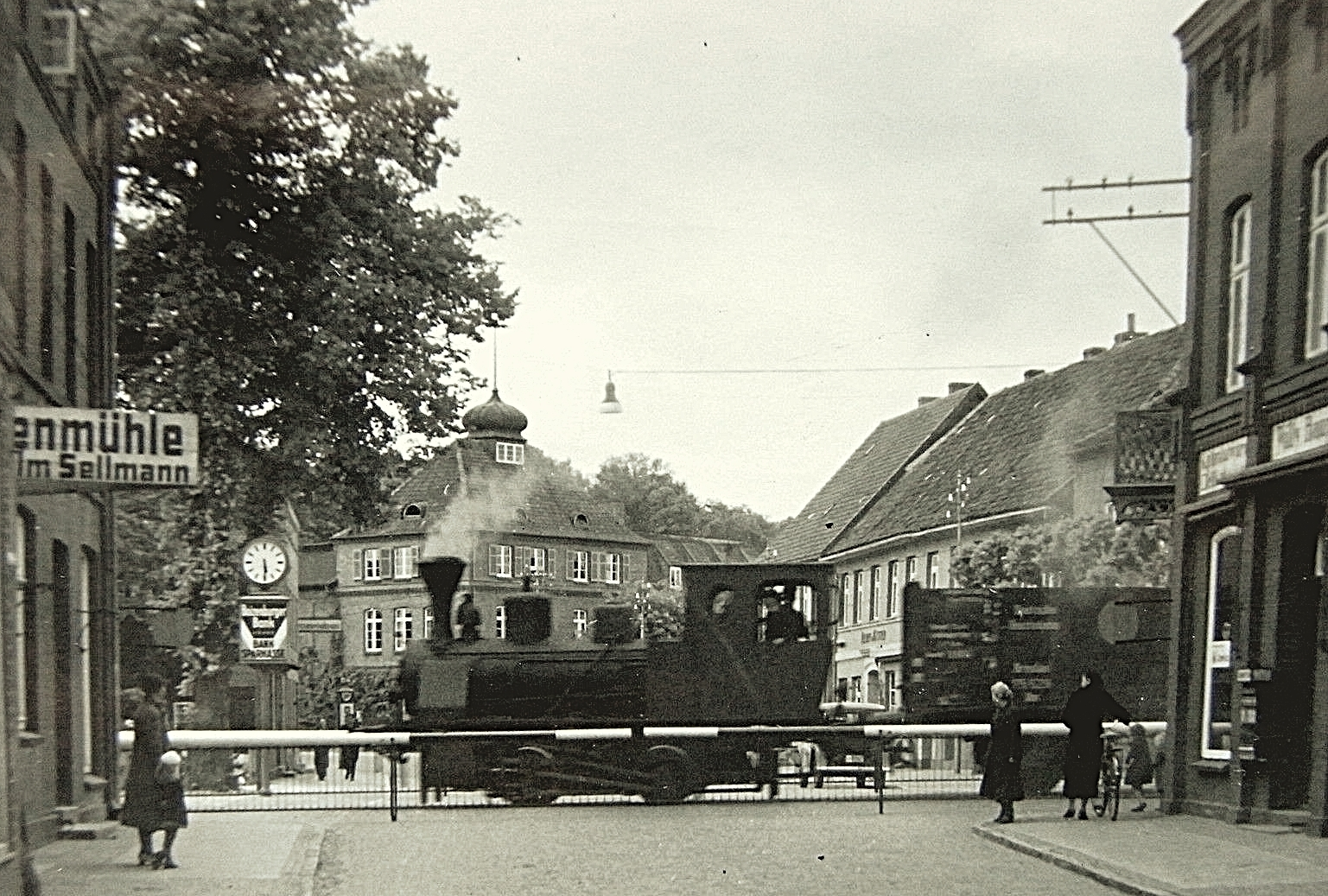
Fabrik Nr. 9698, gebaut von Orenstein & Koppel.

| Bauart              | Baujahr | Anschaffung u. Verbleib |
| ------------------- | ------- | --- |
| 0Bn2t               | 01883   | Fabrik Nr. 269, gebaut von der Hohenzollern AG für Lokomotivbau. Geliefert 1883 an Fa. Lenz in Rostock, 1890 Verkauf nach Boizenburg. Anschaffungspreis von 15 000 ℳ. |
| 0Bn2t               | 01883   | Fabrik Nr. 270, gebaut von der Hohenzollern AG für Lokomotivbau. Geliefert 1883 an Fa. Lenz in Rostock, 1890 Verkauf nach Boizenburg. Anschaffungspreis von 15 000 ℳ. |
| 0Cn2t               | 01922   | Anschaffung 1925/26, Fabrik Nr. 4536, gebaut von der Hohenzollern AG, im Bahnbetrieb Boizenburg erhielt sie die Nr. 1. Sie wurde vor dem 31. Mai 1964 außer Betrieb genommen. |
| 0Cn2t               | 01922   | Anschaffung 1928, Fabrik Nr. 4600, gebaut von der Hohenzollern AG, im Bahnbetrieb Boizenburg erhielt sie die Nr. 2. Bereits am 1. Juli 1933 wieder verkauft. |
| 0Bn2t               | 01922   | Anschaffung 1933, Fabrik Nr. 9698, gebaut von Orenstein & Koppel. |
| 0Schienenbus 0Typ B | 01933   | Anschaffung 1938, Bau Nr. 20211, gebaut von der Triebwagen- u. Waggonfabrik Wismar. 1940 kriegsbedingt auf Betrieb mit Flüssiggas umgestellt. Anschaffungspreis von 18 000 ℛℳ. Von den Boizenburger Bürgern mit der Bezeichnung „Molly“ versehen. Nach dem Weltkrieg, als DR 133 505 bis 1956 im Betrieb der Stadtbahn. |

#### 1945–1998
Nach der Verstaatlichung und der Betriebsübernahme durch die Deutsche Reichsbahn, wurden Dampfloks verschiedenen Typs – C n2t von Henschel und Preußische T 3 – auf der Strecke eingesetzt. Auch der 1938 erworbene Schienenbus Typ B kam weiterhin auf der Strecke zum Einsatz. Er erhielt nach 1945 zwei neue Motoren. Die Einsatzzeit des Schienenbusses endete 1956.
Im Zuge der Traktionsumstellung wurden auf der Strecke der Stadtbahn nunmehr Diesellokomotiven der Baureihe V 15 eingesetzt, darunter die V 15 2249 und die V 15 2250. Mit der Umwandlung in einen Streckenrangierbezirk übernahmen schließlich die beiden Diesellokomotiven des VEB Fliesenwerke „Kurt Bürger“ die Transport- und Rangieraufgaben. Der VEB Fliesenwerk verfügte über eine russische Diesellok des Typs TGK 2-E 1 und über eine Diesellok des Typs LKM N4 B, die bis 1998 auf der Strecke betrieben wurden. Die Diesellok des Typs LKM N4 B steht heute als technisches Anschauungsobjekt vor dem ehemaligen Stadtbahnhof.
Im Folgenden eine Übersicht der durch die Deutsche Reichsbahn eingesetzten Lokomotiven und der eingesetzten Dieselloks der Boizenburger Fliesenwerke.

##### Deutsche Reichsbahn

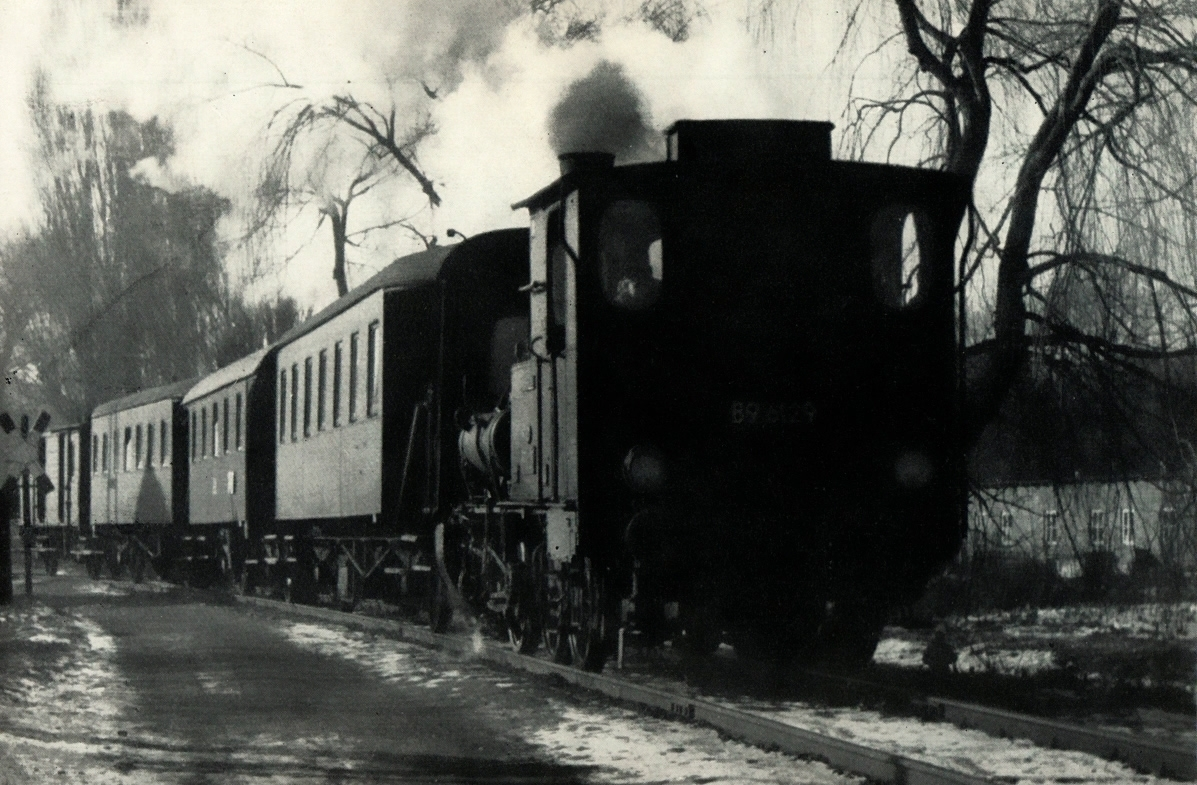
Die 1905 gebaute DR 89 6129 auf der Strecke der Boizenburger Stadtbahn.

| Loknummer DR | Baujahr | Beschreibung                                                                                     |
| ------------ | ------- | ------------------------------------------------------------------------------------------------ |
| 08906022     | 01913   | Cn2t, Fabrik Nr. 12211, gebaut von Henschel, bis 1963 in Betrieb der DR.                         |
| 08906129     | 01905   | Cn2t, vorher Einsatz bei der Oderbruchbahn, Bunzeler Kleinbahn und Kleinbahn Freienwalde–Zehden. |
| 08906154     | 01911   | Cn2t, preußische T 3, vorher Einsatz bei den Ost- u. Westprignitzer Kreiskleinbahnen.            |
| 08906155     | 01911   | Cn2t, preußische T 3, vorher Einsatz bei den Ost- u. Westprignitzer Kreiskleinbahnen.            |
| 08906404     | 01913   | Cn2t, Fabrik Nr. 11942, gebaut von Henschel, vorher bei der Ruppiner Eisenbahn.                  |

##### Fliesenwerke Boizenburg
| Fabriknummer | Baujahr | Beschreibung |
| ------------ | ------- | --- |
| 0037         | 01978   | Typ Kaluga TGK 2-E 1, im August 1979 an den VEB Fliesenwerke „Kurt Bürger“ übergeben, bis Anfang der 1990er Jahre im Dienst. |
| 025 1164     | 01957   | Typ LKM N 4 B, gebaut in Babelsberg, bis zur Einstellung des Bahnbetriebs auf der Strecke im Dienst.                         |

### Personen- und Güterwagen
Als Personenwagen kamen in der Anfangszeit die für die Zeit typischen zweiachsigen Wagen in leichter Bauweise zum Einsatz. So wurden Personenwagen mit gesondertem Gepäckabteil im Bereich der Stadtbahn eingesetzt. Die Fa. Lenz kaufte die II. und III. Klasse Wagen von der Altdamm-Colberger Eisenbahn-Gesellschaft. Den Fakultativwagen erwarb die Stadtbahn im Jahr 1924 vom Waggonbau Görlitz. In den 1930er Jahren wurden dann auch Personenwagen neuerer Bauart eingesetzt. Aus einem schriftlichen Vermerk von 1939 geht allerdings der schlechte Zustand der Personenwagen hervor. Am 14. April 1946 wurden alle Abteile auf die III. Klasse umgestellt, während die Deutsche Reichsbahn – nach der Übernahme 1949 – eine Umstellung auf die II. Klasse vollzog.
Nach der Übernahme durch die DR – am 1. April 1949 – kamen auf der Strecke Personenwagen aus dem Bestand der Deutschen Reichsbahn zum Einsatz. Bis zur Verkehrseinstellung – im Juli 1967 – setzte man meist die rot-weißen Bi-Wagen ein. Lediglich der Fakultativwagen – mit der Nr. 3 gekennzeichnet – versah seinen Dienst über Jahre hinweg.
Im fahrplanmäßigen Verkehr wurden drei Personenwagen – einer von kleinerer Bauart – und der Packwagen eingesetzt. Der Packwagen hatte bei der Fahrt Richtung Stadtbahnhof meist die Position direkt hinter der Lok, das ermöglichte die reibungslose Gepäckabfertigung an der Rampe des alten Güterschuppens.
Zum Transport der Güter verwendete man offene Wagen mit einer Tragfähigkeit von 15 t bzw. 22 t. Wobei das Fliesenwerk über einen eigenen Bestand an Güterwagen verfügte, diese ungebremsten Wagen waren nur für die Strecke der Stadtbahn zugelassen.

## Bahnpersonal
| Dienststellung 1914 | Name       |
| ------------------- | ---------- |
| Stationsvorsteher   | Janssen    |
| Lokomotivführer     | Schumacher |
| Heizer I. Klasse    | Baberg     |
| Schaffner           | Gebert     |
| Streckenwärter      | Tofeld     |
| Anwärter            | Abel       |

Die Angestellten der Stadtbahn befanden sich anfangs in einem Arbeitsverhältnis mit dem Betriebspächter, der Lenz & Co GmbH in Stettin. Jedoch unterhielt das Unternehmen eine Betriebsstätte in Hamburg Altona, von der aus auch die Betriebstätte Boizenburg geleitet wurde. In der Gründungszeit versahen 8 Angestellte ihren Dienst bei der Stadt- und Hafenbahn Boizenburg AG. Aus dem Jahr 1914 ist eine genaue Übersicht des im Dienst befindlichen Personals bekannt, wie eine Aufstellung zeigt.
Nach der Zusammenlegung mit dem Betrieb des Hafenumschlages im Jahr 1932 erhöhte sich auch der Personalstand entsprechend.
Unklarheiten gab es im Bezug auf das Arbeitsrechtsverhältnis, in welchem die Mitarbeiter der Stadtbahn eingestellt wurden. Die Lenz & Co GmbH – die Betreiber der Strecke bis 1920 – stellte die Bahnangestellten als „Beamte“ ein. Der Boizenburger Bürgermeister teilte im Jahr 1935 mit, dass die Lenz & Co GmbH keine Beamte anstellen konnte, hierzu wäre „ein staatlicher Hoheitsakt notwendig“. Andererseits waren diese Angestellten in der „Privatkasse für Beamte Deutscher Privateisenbahnen“ versichert.
1937 beschäftigten schließlich Lohnstreitigkeiten das Bahnpersonal und die Betriebsleitung, die sich auf Zahlungen gemäß der „Kleinbahn-Tarifordnung“ bezogen. Zur Klärung wurde der Boizenburger Bürgermeister hinzugezogen. Bis zum 1. Juni 1935 erhielten die meisten Bediensteten der Stadtbahn einen Stundenlohn von 51 Pfg., der sich schließlich auf 56 Pfg. erhöhte.
In der Zeit von 1939 bis 1945 kam es dann aufgrund des Krieges zum Personalmangel, so wurden erstmals Frauen im Schaffnerdienst der Stadtbahn eingesetzt.
Nach der Übernahme durch die Reichsbahn im Jahr 1949 unterlagen die Mitarbeiter den arbeitsrechtlichen und tariflichen Bestimmungen der Deutschen Reichsbahn. In dieser Zeit stieg der Personalstand auf 50 Mitarbeiter.
Mit der Betriebsaufgabe 1968 versetzte man den noch vorhandenen Personalbestand an den Bahnhof der Strecke Hamburg–Berlin.

## Bahnhofsgebäude

### Empfangsgebäude 1890–1938

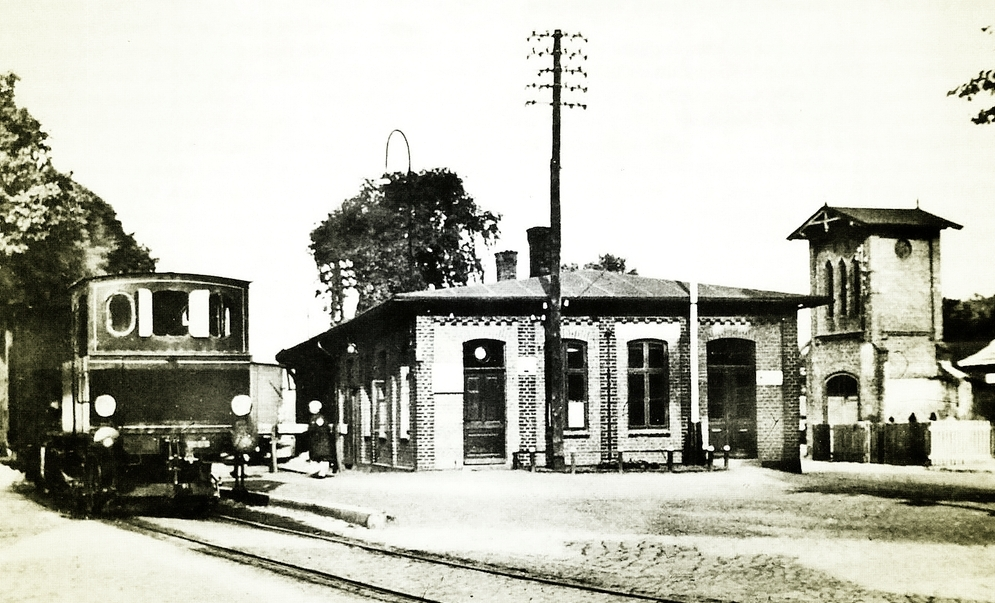
Empfangsgebäude von 1890

Einhergehend mit dem Bau der Strecke im Jahr 1890 wurde das Empfangsgebäudes errichtet.
Der einfache Flachbau war aus rotem Backstein errichtet, schlicht und funktionell, mit hohen Fenstern und Türen. In ihm befanden sich beheizte Warte-Räumlichkeiten, Diensträume des Bahnpersonals, die Gepäckabfertigung und der Toilettenbereich. An den Stirnseiten des Gebäudes waren Gaslaternen angebracht, die man 1903 elektrifizierte.
Das Gebäude genügte in den folgenden Jahrzehnten den Anforderungen. Im Zuge der Neubau-Planungen 1937/38 erfolgte jedoch der Abriss, das Gebäude galt als nicht mehr zeitgemäß.

### Lokschuppen
Im selben Jahr – 1890 – wurde auch der einständige Lokschuppen mit Werkstattanbau errichtet. Der alte Lokschuppen wurde 1929 abgerissen, da er nicht mehr den technischen Anforderungen genügte. Er wurde folgend durch einen zweiständigen Lokschuppen ersetzt. Mit der Anschaffung des Triebwagens Typ B waren jedoch noch weitere Umbaumaßnahmen notwendig.

### Empfangsgebäude von 1938

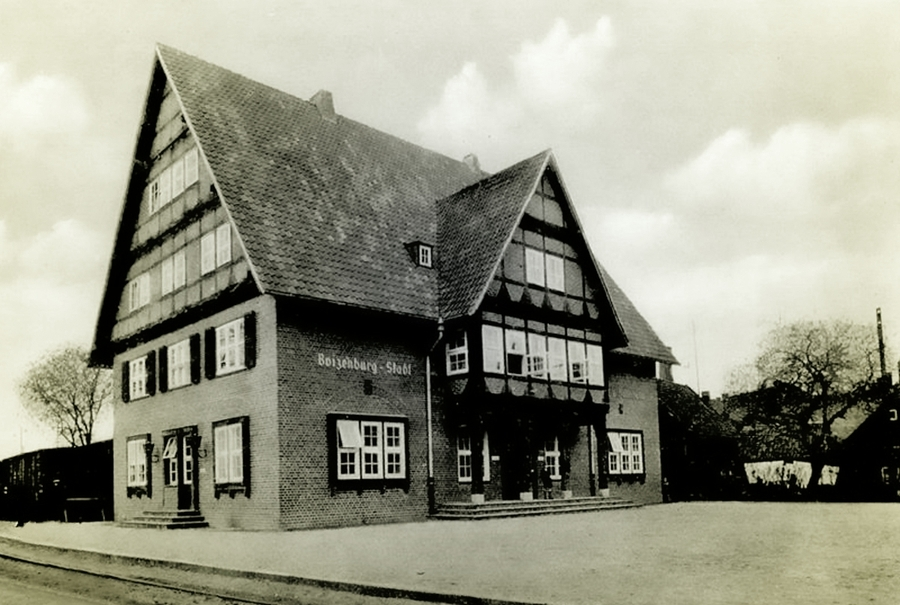
Empfangsgebäude von 1938

Am 8. Oktober 1938 begannen die Bauarbeiten zur Errichtung des neuen mehrgeschossigen Empfangsgebäudes mit zugehörigen Güterschuppen.
Während die bauplanerischen Arbeiten vom Architekten Erich Bentrup (1891–1968) ausgeführt wurden, lag die Bauausführung vollständig in den Händen des Boizenburger Handwerks. Das Erdgeschoss wurde aus rotem Backstein errichtet, während die Obergeschosse und der ausladende Mittelerker – mit Eingangsportal – vom Fachwerk dominiert werden. Ein hohes Satteldach schließt das Gebäude nach oben hin ab.
Im Innenbereich ist insbesondere das von Maximilian Preibisch im Oktober 1938 geschaffene Wandrelief in der Empfangshalle anzumerken, welches den Titel Arbeit in Boizenburg trägt. Das große Wandrelief zeigt für Boizenburg typische Arbeitsbereiche.
Nach nur zweieinhalb Monaten Bauzeit wurde das Bahnhofsgebäude am 21. Dezember 1938 an die Stadt- und Hafenbahn übergeben. Die Gesamtkosten des Bauvorhabens beliefen sich auf 100 000 ℛℳ.
Nach der Einstellung der Personenbeförderung – im Jahr 1968 – wurde das Empfangsgebäude zu einer Konsumgaststätte bzw. zum Hotel umgebaut. Auch heute wird das Gebäude weiterhin im gastronomischen Bereich genutzt. Das von Künstler Preibisch geschaffene Wandrelief ist heute Bestandteil des Speiseraumes innerhalb des Gebäudes.

## Unfälle
Während der Jahrzehnte des Betriebes der Stadt- und Hafenbahn ereigneten sich auch einige Unfälle. So kam es am 1. April 1897 zu einem Unfall. Während der Rangierarbeiten war ein Stadtbahnangestellter zwischen Waggon und Laderampe geraten und dabei tödlich verletzt worden.
Insbesondere in der Zeit des Zweiten Weltkrieges ereigneten sich Unfälle. Die Häufigkeit war der Tarnbeleuchtung an den Sicherungsanlagen der Bahnübergänge geschuldet. So kam es am 21. Dezember 1942 am Übergang Klingbergstraße zu einem Unfall, bei dem ein Fahrzeug der Reichspost die Schranken durchbrach. Am 2. Januar 1943 ereignete sich am selbigen Übergang ein erneuter Unglücksfall, mit weit schwerwiegenderen Folgen. Ein LKW von Lauenburg kommend, durchbrach die Sicherungsanlage und stieß in der Folge mit dem Personenzug der Stadtbahn zusammen.
1955 kam es zur Entgleisung eines Güterwaggons, der zwischen dem Haltepunkt in der Stiftstraße und den Gebäuden der Wasserwerke verkehrte. Mit Hilfe des Schienenkranes der Fliesenwerke konnte der Waggon jedoch zeitnah wieder auf die Schienen gesetzt werden.
Ein weiterer Unfallschwerpunkt befand sich am unbeschrankten Bahnübergang Stiftstraße. Dort ereigneten sich mehrere Unfälle mit Motorradfahrern, die zumeist die optischen Warnsignale am Übergang nicht beachteten.

## Beförderungsstatistiken

### 1891–1914
| Jahr                  | 1891     | 1892     | 1895     | 1900     | 1905     | 1910     | 1914     |
| --------------------- | -------- | -------- | -------- | -------- | -------- | -------- | -------- |
| beförderte Erwachsene | 25.142   | 26.654   | 23.827   | 25.300   | 38.025   | 45.667   | 33.029   |
| beförderte Kinder     | 1.559    | 1.469    | 2.227    | 1.401    | 1.908    | 2.637    | 1.752    |
| Stückgut              | 1.452    | 1.733    | 1.543    | 1.897    | 1.918    | 2.430    | 2.052    |
| Ladungen in t         | 19.718   | 21.194   | 17.202   | 18.488   | 30.195   | 48.031   | 40.213   |
| Gewinnangaben in ℳ    | 12954,10 | 13969,15 | 12195,15 | 13727,40 | 17826,45 | 22638,97 | 27471,00 |

### 1934–1948
| Jahr                   | 1934    | 1936    | 1938    | 1940    | 1942    | 1944    | 1947/48     |
| ---------------------- | ------- | ------- | ------- | ------- | ------- | ------- | ----------- |
| beförderte Personen    | 71.081  | 90.683  | 154.038 | 220.395 | 393.414 | 668.500 | ca. 650.000 |
| beförderte Gütertonnen | 105.993 | 135.489 | 139.510 | 128.888 | 64.560  | 93.367  | 113.000     |
| Umschlagmenge in t     | 36.821  | 65.643  | 71.975  | 72.532  | 41.793  | 49.683  | o. A.       |
| Gewinnangaben in ℛℳ    | 22.215  | 12.626  | 47.154  | 25.840  | 7.468   | o. A.   | o. A.       |

## Heutige Situation
Die Bahntrasse ist im Stadtbereich trotz Demontage der gesamten Gleisanlagen stellenweise noch erkennbar.

## Sonstiges
Die Bahn war keine Kleinbahn nach preußischem Recht, das für das Großherzogtum Mecklenburg-Schwerin keine Geltung hatte, zumal das Kleinbahngesetz von 1892 noch nicht in Kraft war. Sie wird aber in der Literatur – wie auch andere Bahnen in Mecklenburg – gelegentlich als Kleinbahn behandelt.

## Galerie

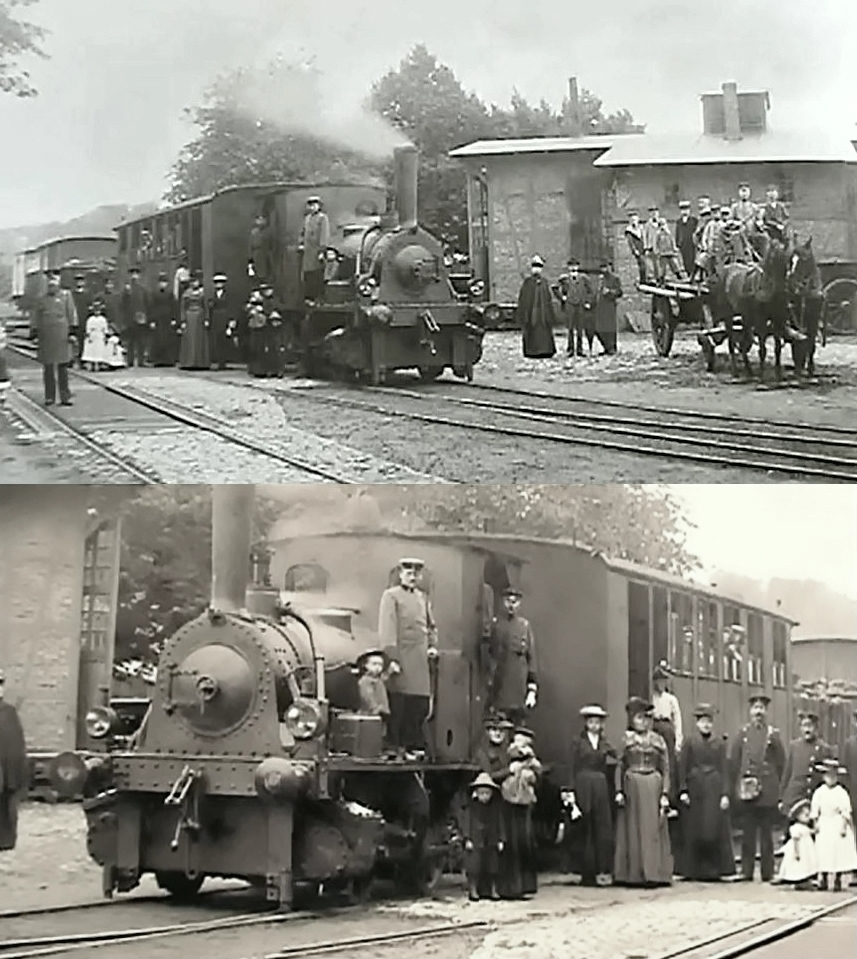
Hafenbahn um 1900
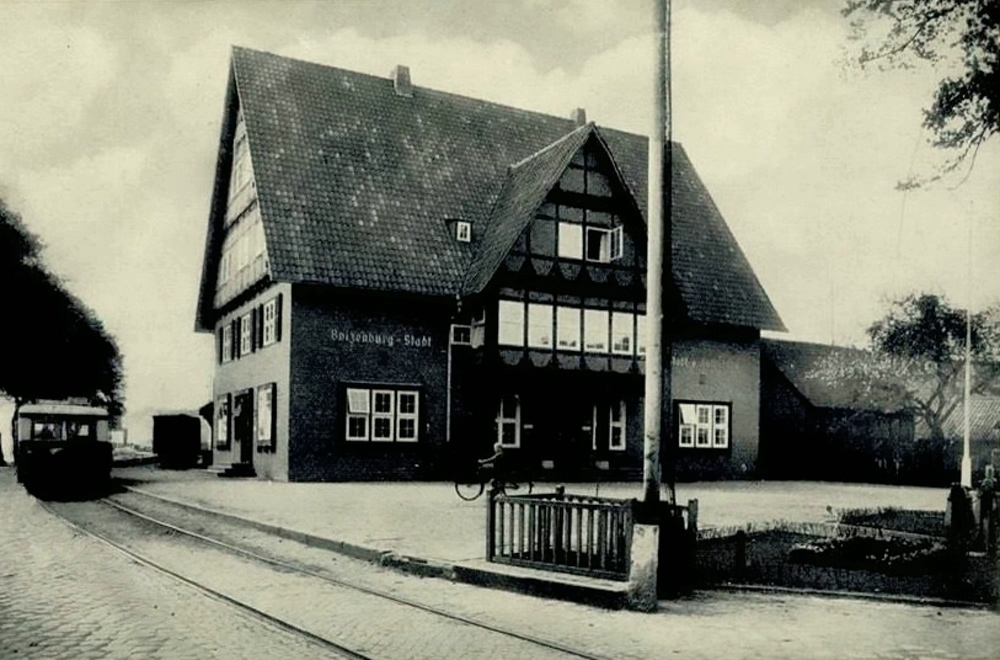
Stadtbahnhof, abfahrbereiter „Molly“.
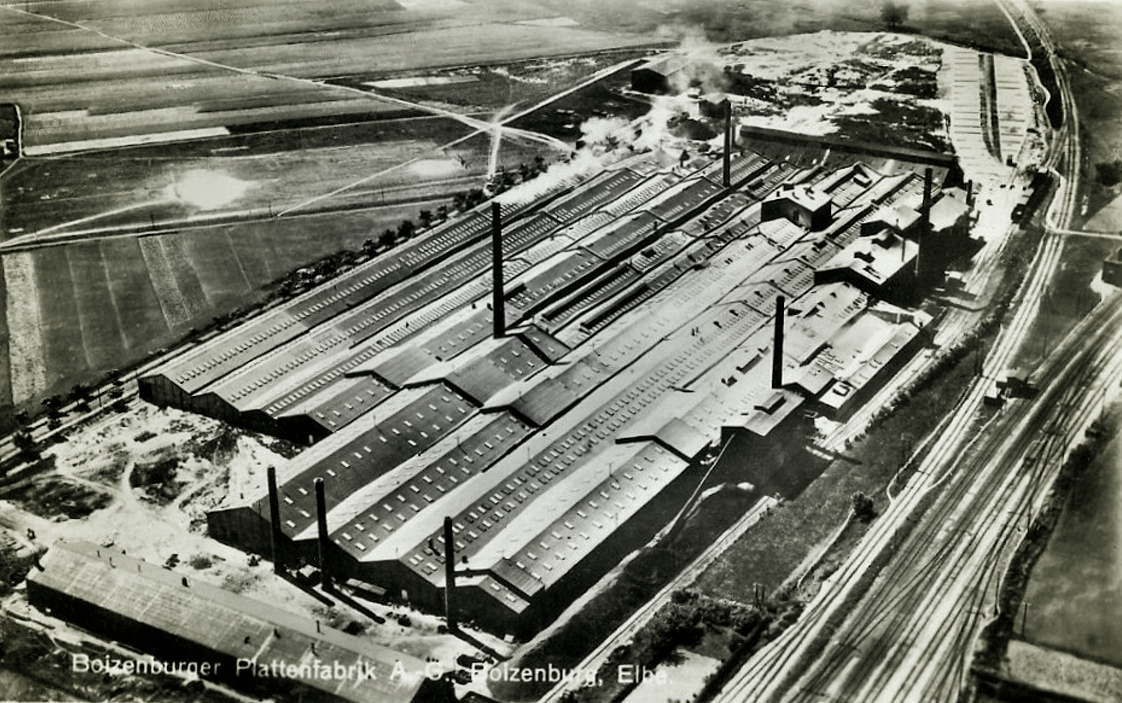
Anschlussgleise des Fliesenwerkes.
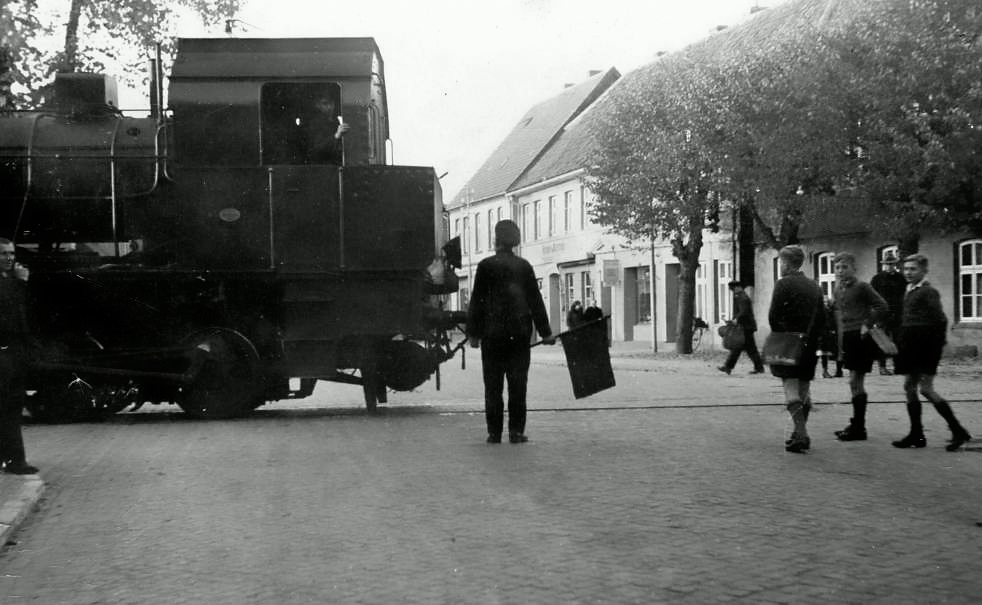
Übergang Klingbergstr. / Vor dem Mühlentor.
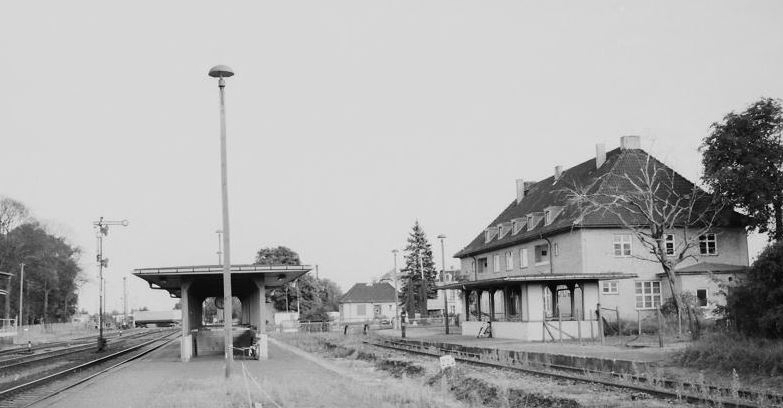
ehem. Haltestelle u. Unterführung am Staatsbahnhof